# Салон красоты «Венера»
«Салон красоты „Венера“» (фр. Vénus beauté (institut)) — романтическая комедия, снятая французским режиссёром Тони Маршаль по собственному сценарию в 1999 году.

## Сюжет
Анжель, главная героиня фильма работает массажисткой в парижском салоне красоты «Венера». Ей за сорок, она не замужем и имеет некоторые проблемы с мужчинами, которых считает своими любовниками. Бурное объяснение с одним из них на вокзальном перроне привело к знакомству с Антуаном, который влюбился в незнакомку и готов ради неё бросить невесту и начать новую жизнь. За развитием событий наблюдают коллеги Анжель — бывшая медсестра Саманта и недавняя практикантка, молодая сотрудница Мари.

## В ролях
- Натали Бай — Анжель
- Самюэль Ле Бьян — Антуан
- Жак Боннаффе — Жак
- Матильда Сенье — Саманта
- Одри Тоту — Мари
- Бюль Ожье — хозяйка салона
- Робер Оссейн — лётчик
- Брижжитт Руан — Марианна
- Элли Медейрос — Эвелин
- Эмманюэль Рива — Лида
- Клер Дени — клиент-астматик

## Награды и номинации

### Награды
- Премия «Сезар» за лучшую режиссуру (Тони Маршаль)
- Премия «Сезар» за лучший фильм
- Премия «Сезар» за лучший сценарий (Тони Маршаль)
- Премия «Сезар» самой многообещающей актрисе (Одри Тоту)
- «Золотая космическая игла» Международного кинофестиваля в Сиэтле за лучшую женскую роль (Натали Бай)
- «Золотой лебедь» Фестиваля романтического кино в Кабуре (Тони Маршаль)
- Награда Фестиваля романтического кино в Кабуре лучшей начинающей актрисе (Одри Тоту)
- Премия «Люмьер» самой многообещающей актрисе (Одри Тоту)

### Номинации
- Премия «Сезар» за лучшую женскую роль (Натали Бай)
- Премия «Сезар» за лучшую женскую роль второго плана (Бюль Ожье)
- Премия «Сезар» за лучшую женскую роль второго плана (Матильда Сенье)